# カシン型駆逐艦
カシン型駆逐艦（英語: Kashin class destroyer）は、ソビエト連邦海軍・ロシア海軍が運用する警備艦・大型対潜艦・大型ミサイル艦の艦級に対して付与されたNATOコードネーム。ソ連海軍での正式名は61型大型対潜艦（露: Большие противолодочные корабли проекта 61）。また改良型として61M型および61MP型も開発され、こちらは改カシン型と称された。
ソ連海軍初の新造ミサイル駆逐艦であるとともに、世界で初めてエンジンを全てガスタービンとした艦級として知られており、1960年代から1970年代にかけて20隻が就役し、艦隊のワークホースとして活躍した。1974年に1隻が事故で失われ、またほとんどが1980年代末から1990年代にかけて退役したが、01090型として改修された1隻はその後も運用を継続し、一時は世界一艦齢の古い駆逐艦となった。この艦も2020年に退役して博物館船となった。

## 来歴
冷戦構造の成立当初、ソ連海軍は西側の空母機動部隊の侵入阻止を主任務として構想していた。しかし1960年前後より、アメリカ海軍をはじめとする北大西洋条約機構（NATO）諸国軍において潜水艦発射弾道ミサイル搭載原子力潜水艦（SSBN）の配備が進展しつつあり、これへの対抗策が急務となった。
1956年、新しい対潜・防空警備艦に関する戦術・技術規則が承認され、これに基づいて本型の開発が開始された。開発は第53中央設計局（TsKB-53）によって行われ、技術案は1958年に承認された。これに基づき、1959年9月15日、1番艦「コムソモーレツ・ウクライーヌィ」が起工された。
なお、同艦の建造中の1961年12月30日、ソ連共産党政治局および閣僚会議は、第1180号-510議決により、従来のソ連海軍で採択されてきた対水上・対地火力投射というドクトリンを廃し、かわって対潜戦を重視することを正式に決定した。またこれを受けて、1966年5月19日、新艦種として大型対潜艦（BPK）が創設され、本型もこちらに種別変更されている。

## 設計

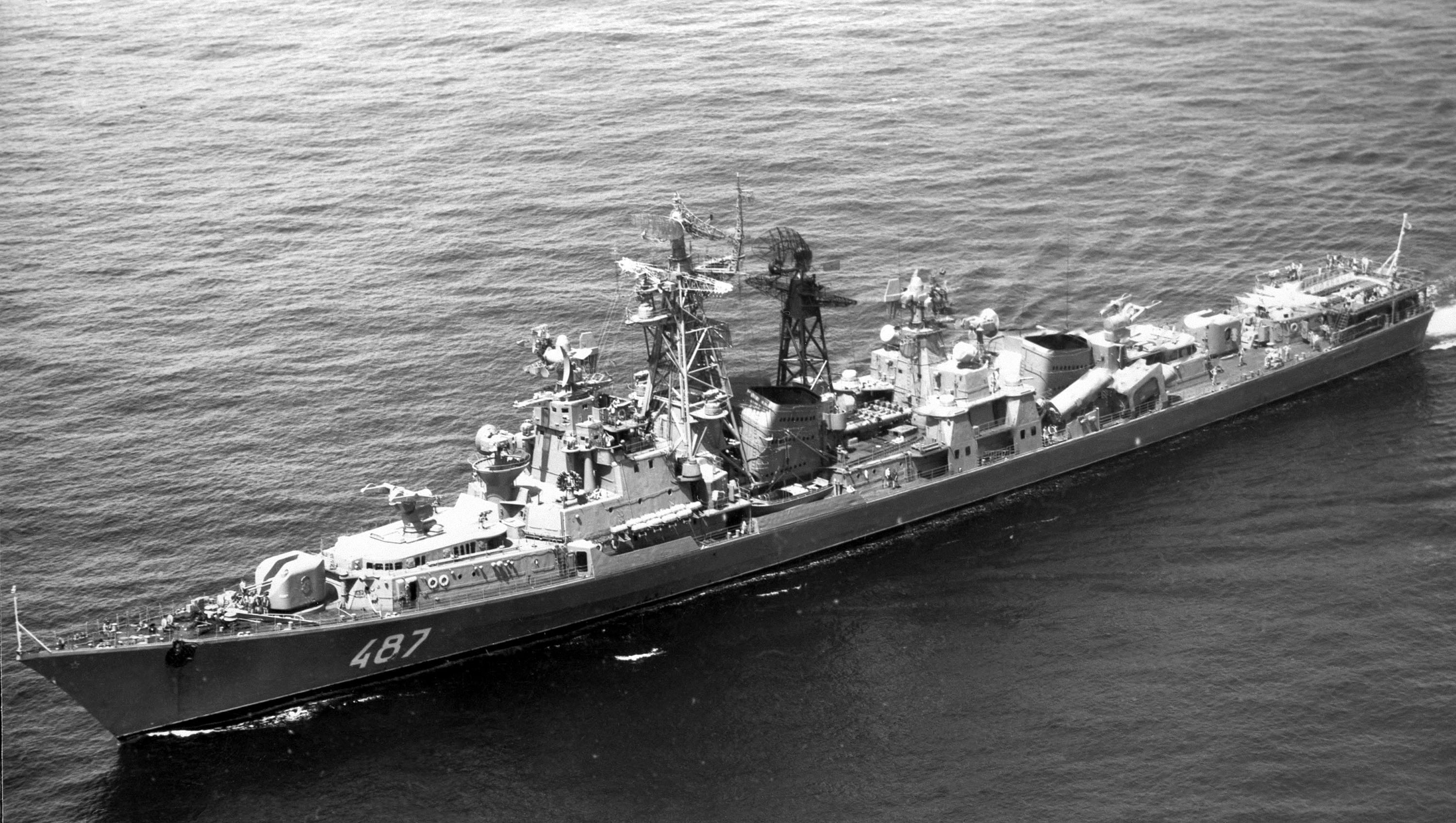
外観。

本型の設計の最大の特徴が、オール・ガスタービン推進方式の採用であり、これは外洋型の艦船としては世界初の試みであった。4基のM8Eガスタービンエンジン（単機出力18,000馬力 (13 MW)）が2基ずつ、COGAG方式で左右両舷のスクリュープロペラ計2軸に配されている。ただし単機種4基による構成であったことから、もっとも低出力の時でも18,000馬力のガスタービンを運転し、しかももう片方の軸機は抵抗となるなど、特に低速時の燃費に問題があった。
船型としては平甲板型が採用されており、また速力確保のため、58型ミサイル巡洋艦（キンダ型）と同様、船体はSHL-4高張力鋼（耐力30kgf/mm2）、上部構造などには広範にアルミニウム・マグネシウム合金を採用して軽量化を図っている。

## 装備
戦術・技術規則では、本型の主任務は、作戦小艦隊の一員として行動し、攻撃機・巡航ミサイルに対する防空、および対潜掩護を実施することとされていた

### センサー
主レーダーとしては、当初はCバンドの対空・対水上レーダーであるMR-300「アンガラー」（NATO名「ヘッド・ネット-A」）が2基搭載された。また1964年以降に起工された艦では、MR-500「クリーヴェル」（NATO名「ビッグ・ネット」）とMR-310「アンガラーA」（NATO名「ヘッド・ネット-C」）を1基ずつの組み合わせに更新されている。またソナーとしては、捜索用のMG-312「チタン」、攻撃用のMG-311「ヴィチェグダ」を組み合わせて搭載している。なおこれは、より大型の対潜・防空艦（1等艦）である1134型（クレスタI型）と同様の装備であった。
なおソナーに関しては、61M/MP型においては新型のMGK-335「プラーチナ」が搭載されており、また01090型では後部76mm連装砲とバーターにMGK-300「ルビーン」可変深度ソナーを搭載している。

### 武器システム
防空艦としての主兵装となるのがM-1「ヴォルナ」艦隊防空ミサイル・システム（SA-N-1「ゴア」）である。これは元来、本型および63型原子力巡洋艦（68bis型の派生型; 未成）への搭載を目的に開発されていたにもかかわらず、開発が予想以上に順調に進展したことから、本型に先駆けて58型ミサイル巡洋艦（キンダ型）に搭載されて運用が開始されていたものであり、本型では、各16発のミサイルを収容するZIF-101連装発射機が2基、艦の前後の上部構造物上に設置された。そのミサイル射撃指揮装置（GMFCS）としては4R90「ヤタガン」が2基搭載された。また近接防空用としてAK-726 60口径76mm連装高角砲が採用されたほか、のちに一部の艦では21KM 45mm機銃が、また61M型および61MP型においてはAK-630 30mmCIWSも4基搭載されている。
一方、対潜艦としての主兵装となる対潜兵器としては、対潜ロケット砲（RBU-6000とRBU-1000）およびPTA-53-61 5連装533mm魚雷発射管が用いられる。ただし、後の世代の大型対潜艦では必須装備となる対潜ミサイルは搭載していなかった。
上記のとおり、当初規定された主任務には対水上戦が含まれていなかったこともあり、当初は艦対艦ミサイルは備えていなかった。しかしその後、61M型および61MP型においてはP-15M「テルミート」（SS-N-2「スティクス」）、01090型においては3M24「ウラン」（SS-N-25「スイッチブレード」）と、短射程型の艦対艦ミサイルが4発搭載されている。
なお61M型および61MP型においては、艦尾にヘリコプター甲板が設けられているが、ハンガーは設けられていない。

## 同型艦
ソ連海軍向けとしては、1959年から1973年にかけて下記の20隻が建造され、順次に就役した。なお建造番号が1700番台の艦はムィコラーイウの第445造船所、750番台の艦はレニングラードの第190造船所で建造されている。
| #    | 艦名                                                | 起工       | 竣工       | 配属                      | 除籍                                                                   |
| ---- | --------------------------------------------------- | ---------- | ---------- | ------------------------- | ---------------------------------------------------------------------- |
| 1701 | コムソモーレツ・ウクライーヌィ «Комсомолец Украины» | 1959年 9月 | 1962年12月 | 黒海艦隊                  | 1991年 6月                                                             |
| 1702 | ソオブラジーテリヌイ «Сообразительный»              | 1960年 7月 | 1963年12月 | 黒海艦隊 → 北方艦隊       | 1992年 3月                                                             |
| 1703 | プロヴォールヌイ «Проворный»                        | 1961年10月 | 1964年12月 | 黒海艦隊                  | 1990年 8月                                                             |
| 1704 | オトヴァージュヌイ «Отважный»                       | 1963年 8月 | 1965年12月 | 黒海艦隊                  | 1974年11月、事故により喪失                                             |
| 1705 | ストローイヌイ «Стройный»                           | 1964年 3月 | 1966年12月 | 北方艦隊                  | 1990年 4月                                                             |
| 1706 | クラースヌイ・カフカース «Красный Кавказ»           | 1964年11月 | 1967年9月  | 黒海艦隊                  | 1998年 5月                                                             |
| 1707 | レシーテリヌイ «Решительный»                        | 1965年 6月 | 1967年12月 | 北方艦隊                  | 1993年 2月                                                             |
| 1708 | スムィシュリョーヌイ «Смышленый»                    | 1965年 8月 | 1968年 9月 | 黒海艦隊 → バルチック艦隊 | 1988年 3月                                                             |
| 1709 | ストローギイ «Строгий»                              | 1966年 2月 | 1968年12月 | 太平洋艦隊                | 1993年 6月                                                             |
| 1710 | スメトリーヴイ «Сметливый»                          | 1966年 7月 | 1969年9月  | 黒海艦隊                  | 2020年退役、博物館船に                                                 |
| 1711 | スメールイ «Смелый»                                 | 1966年11月 | 1969年12月 | 黒海艦隊 → バルチック艦隊 | 1988年1月19日、ポーランド海軍で 「ワルシャワ」として再就役、2005年退役 |
| 1712 | クラースヌイ・クルィーム «Красный Крым»             | 1968年 2月 | 1970年10月 | 黒海艦隊                  | 1993年 6月                                                             |
| 1713 | スポソーブヌイ «Способный»                          | 1969年 3月 | 1971年 9月 | 太平洋艦隊                | 1993年 1月                                                             |
| 1714 | スコールイ «Скорый»                                 | 1970年 4月 | 1972年 9月 | 黒海艦隊                  | 1997年11月                                                             |
| 1715 | ズデールジャンヌイ «Сдержанный»                     | 1971年 3月 | 1973年12月 | 黒海艦隊                  | 1991年 5月                                                             |
| 751  | オグネヴォーイ «Огневой»                            | 1962年 5月 | 1964年12月 | バルチック艦隊 → 北方艦隊 | 1989年 4月                                                             |
| 752  | オブラスツォーヴイ «Образцовый»                     | 1963年 7月 | 1965年 9月 | バルチック艦隊 → 北方艦隊 | 1993年 6月                                                             |
| 753  | オダリョーンヌイ «Одаренный»                        | 1963年 1月 | 1965年12月 | 北方艦隊 → 太平洋艦隊     | 1990年4月                                                              |
| 754  | スラーヴヌイ «Славный»                              | 1964年 7月 | 1966年 9月 | バルチック艦隊            | 1991年 6月                                                             |
| 755  | ステレグーシチイ «Стерегущий»                       | 1964年 7月 | 1966年12月 | 太平洋艦隊                | 1993年 6月                                                             |

「ズデールジャンヌイ」はSSMやヘリコプター甲板を設置するなどの改設計を施した61M型として建造されており、後に「ストローイヌイ」、「スムィシュリョーヌイ」、「スメールイ」、「オグネヴォーイ」、「スラーヴヌイ」の5隻がこれに準じた61MP型として改装された。また1970年代後半、「プロヴォールヌイ」はM-1「ヴォルナー」を撤去してM-22「ウラガーン」を搭載する61E型として改装された。この他、1990年代初頭、「スメトリーヴイ」は可変深度ソナーやSSMを搭載する01090型として改修されている。
なお1980年代、 61M・61MP型をもとにハンガーを常設するとともに電子機器を強化した改良型として61ME型が5隻建造され、インド海軍においてラージプート級駆逐艦として就役した。